# Lago Conguillío
El lago Conguillío se ubica en Chile. Se originó como un estancamiento de aguas producido por las contantes erupciones volcánicas, las aguas provenientes del deshielo del volcán Llaima y la Sierra Nevada generaron con los años un lago de grandes proporciones, llegando a las 753 a 800 ha. debido a que no tiene ríos torrentosos como afluentes, el lago se mantiene calmo y con aguas cristalinas que permiten observar el fondo y los troncos de los antiguos árboles que en su momento quedaron bajo las aguas. el desagüe es producido de forma subterránea, purificando las aguas y dejando en el periodo estival grandes playas aptas para el baño.

## Toponimia
Conguillío proviene de "Ko-nqilliu" que en lengua mapuche significa "piñones en el agua" o "entre piñones" basándose en que abundan las araucarias y la existencia del lago.

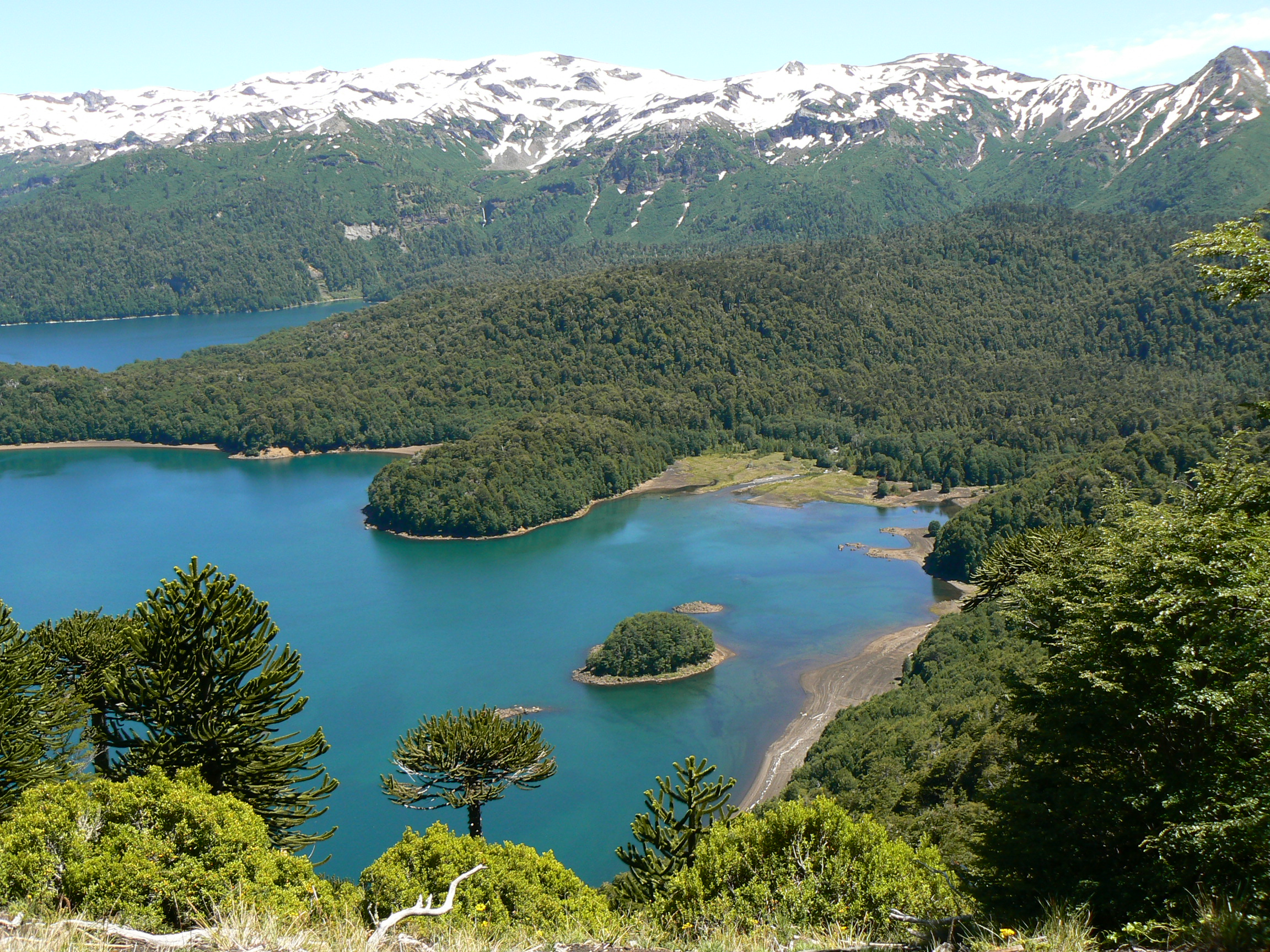
Lago Conguillío desde la Sierra Nevada, en temporada estival

## Historia
Estudios realizados en los últimos años en el lago y sus alrededores dieron pistas sobre la existencia de vida prehispánica, existiendo asentamientos humanos, herramientas de piedra y vasijas de arcilla y barro, entendiendo que el pueblo pehuenche vivía en la zona, alimentándose principalmente de los piñones (frutos de la araucaria), y la caza de animales. en el periodo de colonización se asentaron grupos de colonos europeos en las cercanías por la abundancia de praderas para el pastado de los animales, y así también fue como el estado chileno propone la creación de una Reserva Forestal Conguillío y luego el actual parque nacional Conguillío.

## Clima
De acuerdo a la clasificación de Koeppen el lago Conguillío posee clima, TEMPLADO-CALIDO CON MENOS DE CUATRO MESES SECOS: En el área de la precordillera, las temperaturas promedios fluctúan entre los 15.1C en el mes más cálido, enero y 6.0C en junio y julio, los meses más fríos. Desde mayo a octubre las mínimas medias son inferiores a 3C, cifra que implica la ocurrencia de frecuentes heladas. Las precipitaciones oscilan entre los 1.500 a 2.500 mm al año. La humedad relativa es baja.

## Flora y fauna
En el lago principalmente existe una mayor cantidad de flora con árboles y plantas nativas de la zona de la Araucanía, entre los comunes están los árboles:
| Especie                      | Nombre Científico        | Tipo  |
| ---------------------------- | ------------------------ | ----- |
| Araucaria                    | Araucaria araucana       | Común |
| Ciprés de la Cordillera      | Austrocedrus chilensis   | Medio |
| Coihue                       | Nothofagus dombeyi       | Común |
| Lleuque                      | Prumnopitys andina       | Rara  |
| Liuto                        | Alstroemeria aurea       | Común |
| Flor de la Araña             | Arachnitis uniflora      | Rara  |
| Estrellita                   | Asteranthera ovata       | Común |
| Frutilla Silvestre o Chilena | Fragaria chiloensis      | Común |
| Quilmay                      | Elytropus chilensis      | Medio |
| Canelo Enano                 | Drimys andina            | Común |
| Palmilla                     | Lophosoria quadripinnata | Medio |
| Michay                       | Berberis darwinii        | Común |

La fauna del lago no es muy variada debido a que este no tiene un acceso directo como un río y por lo mismo está aislado de las especies nativas de la zona, en el existen peces introducidos como truchas arcoíris, salmones, truchas, entre otras especies.